# Elisabeth Hase

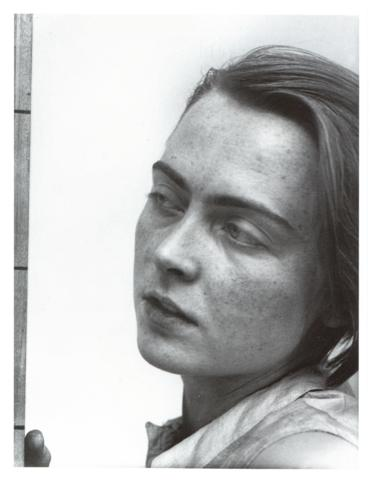
Selbstbildnis Elisabeth Hase, um. 1930

Elisabeth Hase (* 16. Dezember 1905 in Döhlen; † 9. Oktober 1991 in Frankfurt am Main) war eine deutsche Fotografin.

## Leben und Werk
Elisabeth Hase kam im Jahr 1923 nach Frankfurt am Main und studierte von 1924 bis 1929 an der Kunstgewerbeschule, der späteren Städelschule, u. a. bei Paul Renner und Willi Baumeister Typografie und Gebrauchsgrafik. Sie erhielt verschiedene Auszeichnungen, u. a. in Paris für Papierentwürfe und Collagen. Während einer zweijährigen Mitarbeit im Atelier von Paul Wolff und Alfred Tritschler führte Elisabeth Hase erste Auftragsarbeiten für das China-Institut der Universität Frankfurt aus, und es entstanden Architekturaufnahmen im Stil der Neuen Sachlichkeit für die Zeitschrift „Das Neue Frankfurt“ und Dokumentationen zum modernen Siedlungsbau u. a. von Ferdinand Kramer. 1932 machte sich Elisabeth Hase selbständig. Ihre Schwerpunkte waren zeitlose Motive wie Stillleben, Strukturen, Pflanzen, Puppen, Menschen und insbesondere Selbstbildnisse. Sie erhielt Aufträge u. a. der Firma Thonet, Dr. Oetker, Mouson und Metallgesellschaft. Häufig setzte sie ihr Äußeres für Selbstinszenierungen so wie Bildgeschichten ein. Die Zusammenarbeit mit Agenturen wie Holland Press Service und der Agentur Schostal ermöglichte es ihr, ihre Fotografien auch international zu publizieren.
Trotz der Bombardierung Frankfurts im Jahr 1944 überlebte das Elisabeth-Hase-Archiv den Krieg. Neben den Vintages konnten auch Glas- und Filmnegative sowie Dokumente weitgehend unbeschadet gerettet werden und befinden sich u. a. in der Photographischen Sammlung Folkwang Museum Essen, in der Albertina in Wien; im Walter Gropius Nachlass im Bauhaus-Archiv Berlin sowie in Privatsammlungen im In- und Ausland. Trotz Verlust der technischen Ausrüstung in den Kriegswirren nahm sie ab 1946 ihre photographische Arbeit dank der Hilfe von emigrierten Freunden, die sie mit Filmmaterial und Kamera versorgten, wieder auf. Bekannt sind aus dieser Zeit u. a. ihre Dokumentation der zerstörten Altstadt und des Wiederaufbaus der Frankfurter Paulskirche. Ab 1949 waren ihre Schwerpunktthemen neben Pressebildern und Werbung vorwiegend Pflanzenportraits. Kurz vor ihrem Tod entstanden Installationen aus Verpackungs- und Wegwerfmaterialien, mit denen sie Bilder baute. Titel dieser Installationen verweisen auf die verdrängten Erfahrungen ihrer Generation. 1991 starb sie im Alter von 85 Jahren in Frankfurt am Main.

## Ausstellungen
- 2001 „Frauenobjektiv. Fotografinnen 1940-1950“, Haus der Geschichte in Bonn, (Katalog)
- 2003 „Elisabeth Hase – Berufsfotografin“, Folkwang Museum, Essen (Katalog)
- 2005 Teilnahme an der Ausstellung „nützlich, süss, und museal / das fotografierte Tier“, Folkwang Museum, Essen (Katalog)
- 2005/2006 „Elisabeth Hase – eine Frankfurter Fotografin“, Historisches Museum, Frankfurt am Main
- 2006 Anna Augstein Fine Arts, Berlin
- 2011, Teilnahme an der Ausstellung „Produktpolitik“ Beate Gütschow, zusammen mit Albert Renger-Patzsch, Fotomuseum Braunschweig
- 2014, AUGEN AUF! 100 Jahre Leica Fotografie, Deichtor Hallen Internationale Kunst und Fotografie, Hamburg

## Publikationen
- Elisabeth Hase, Portrait einer Fotografin in Fotogeschichte Jg. 1, Heft 2, 1981, Hrsg. Timm Starl
- Katalog Elisabeth Hase, Steidl Verlag 2003, Hrsg. Prof. Ute Eskildsen
- Gabriele Lohmann: Elisabeth Hase. Fotografin für Presse und Werbung. Die 1930er bis 50er Jahre, elektron. Diss. Ruhr-Universität Bochum, Bochum 2003 (online, abgerufen am 23. Januar 2015)
- Katalog nützlich, süss und museal / das fotografierte Tier, Folkwang Museum, Steidl Verlag
- Unsere Zeit hat ein neues Formgefühl, Arbeiten aus der Fotografischen Sammlung des Museum Folkwang, 2012
- Publikationen mit Abbldg. von E. Hase ab 1932 in zahlreichen Büchern, Zeitungen und Zeitschriften